# 鹿熊久安
鹿熊 久安（かくま ひさやす、1882年（明治15年）8月17日 - 1944年（昭和19年）3月1日）は、日本の実業家、政治家。参議院議員や富山県議会議長を務めた鹿熊安正の父。富山県議会議長を務めた鹿熊正一の祖父。

## 人物
富山県下新川郡山崎村（現・朝日町）出身。鹿熊勘右衛門の三男。1898年、家督を相続した。日露戦役に出征し功七級金鵄勲章を賜った。農業を営んだ。
富山県会議員、同議長、富山県下新川郡山崎村長、富山県下新川郡会議員、新小川温泉社長、泊銀行頭取、高岡銀行監査役、富山県農会長、県森林組合連合会長などを務めた。
村長として機械の導入や用水発電、産業組合の結成など近代化策を進めた。宗教は真宗。住所は富山県下新川郡山崎村。

## 家族・親族
鹿熊家
- 父・勘右衛門[2]
- 妻・ともい（1889年 - ?、富山、野崎吉郎の二女）[2]
- 男・安正[2]（1927年 - 2019年、政治家）
- 二女・しか（1902年 - ?、富山、森丘一雄の妻）[2]
- 三女・まつゑ（1907年 - ?、富山、細川政之助の妻）[2][7]
- 五女（1912年 - ?）[2]
- 六女（1914年 - ?）[2]
- 七女・登代（1919年 - 2008年、富山、長勢甚正の妻）[2]
- 女（1923年 - ?）[2]
- 十女（1925年 - ?）[3]
- 十一女（1930年 - ）[3]

親戚
- 長勢甚正（政治家）
- 細川政之助（官僚）[7]
- 森丘覚平（政治家）